# ブランシュ・デヴルー
ブランシュ・デヴルー（Blanche d'Évreux, 1331年 - 1398年10月5日）は、フランス王フィリップ6世の2番目の王妃。ブランシュ・ド・ナヴァール（Blanche de Navarre）とも。フランス王ルイ10世の娘であるナバラ女王ジャンヌ（フアナ2世）とエヴルー伯およびナバラ王であるフィリップ・デヴルー（フェリペ3世）の次女。ナバラ王シャルル2世（カルロス2世）、ロングヴィル伯フィリップ、ボーモン伯ルイの姉。ルイ10世の弟シャルル4世の王妃ジャンヌ・デヴルーは父方の叔母である。
夫フリップ6世の前妻ジャンヌ・ド・ブルゴーニュとも実母ジャンヌを通じて大叔母と大姪にあたる。

## 生涯
1350年1月29日に、父の従兄で外祖父ルイ10世の従弟にもあたるフィリップ6世と結婚した。フィリップ6世は最初の妃ジャンヌをペストで亡くしていた。結婚から7ヶ月余り後の1350年8月22日にフィリップ6世は死去したが、翌1351年に一女ジャンヌが生まれた。彼女はアラゴン王フアン1世と婚約したが、1371年にアラゴンへ向かう途上で死去した。
ブランシュは1398年に死去し、サン＝ドニ大聖堂に葬られた。